# 2005年九江地震
2005年九江地震，发生于北京时间（UTC+8）2005年11月26日（星期六）8时49分38.6秒，震中位于中国江西省九江市九江县，靠近瑞昌市，距离九江市区15公里左右，距离武汉市区160公里。除了九江市、南昌市震感强烈外湖北省、湖南省、安徽省、江苏省、浙江省和河南省的部分地区均有震感。

## 地震详情

### 震级
根据中国地震局的数据，此次地震的面波震级为Ms5.7，震源深度10公里。

### 余震
首次余震发生在9时10分为2.6级余震；第二次发生于9时25分25.0秒，为Ms4.1级；第三次发生于10时42分；第四次余震发生于12时55分39.6秒，为Ms4.8级。截止到11月29日共测到余震497起。

### 人员伤亡
截止到11月27日11时地震共造成13人死亡，其中湖北1人。在江西九江县5人死亡，瑞昌市7人。

## 震后影响
九江市事后派出大批警察在维持秩序。南昌城区的多条水管震后破裂，江西的乐平、新余、安义，湖北的武汉、鄂州、黄冈，湖南长沙、安徽安庆等地均有震感，虽然地震当天为周六，仍然有很多学校在这天补课，受到地震影响南昌、武汉、长沙等地的部分学校随后都宣布放假。
湖北多座城市的建筑物出现墙体破裂，武汉随后启动应急预案撤离危房人员。武穴中小学暂停课，

### 踩踏事故
黄石市阳新县浮屠镇中学在地震后的疏散过程中发生严重踩踏事故导致28名学生受伤，其中6名重伤。

## 救援

### 政府
- 民政部下拨救灾应急资金1000万元[27]。

### 捐助
- 上海市：100万元[28]
- 中国石油天然气股份有限公司：300万元[29]其中200万元给江西省人民政府[30]
- 广东省：200万元[31]
- 北京市：200万元[32]
- 南昌卷烟厂：向九江灾区捐赠70万元[33]
- 浙江省：300万元[34]
- 江西移动：300万元[35]

## 重建
2005年12月7日灾后重建工作正式启动。

## 外部連結

### 新闻专题
新浪网（页面存档备份，存于）、腾讯网（页面存档备份，存于）

### 其他关连
- 江西九江瑞昌5.7级地震 中国地震台网中心